# Стрельба на летних Олимпийских играх 2024
Соревнования по стрельбе на летних Олимпийских играх 2024 года прошли с 27 июля по 5 августа 2024 года в Национальном стрелковом центре в городе Шатору  Количество стрелков, участвовавших в 15 дисциплинах, было сокращено с 360 на предыдущих Играх до 340 при равном распределении между мужчинами и женщинами. Кроме того, в олимпийскую программу по стрельбе внесен ряд существенных изменений, включая новый формат финалов и замену соревнований смешанных команд в трапе на соревнования смешанных команд в ските. 
Успешнее всего выступили стрелки Китая (5 золотых наград) и Республики Корея (3 золота). В сумме эти две страны завоевали более половины всех разыгранных золотых наград (8 из 15). Ни одна другая страна не выиграла более одного золота.

## Формат соревнований
Все стрелки, которые выйдут в олимпийский финал в индивидуальных соревнованиях, начнут выступление в финале с нуля и должны будут выполнить определенное количество выстрелов в состязании с выбыванием. В соревнованиях по стрельбе из малокалиберного пистолета и стендовых дисциплинах по четыре финалиста будут соревноваться в двух группах с выбыванием, а победители и занявшие второе место, будут сражаться в финале и поединке за 3 место соответственно. В соревнованиях по стрельбе из винтовки и пневматического пистолета восемь финалистов будут соревноваться друг с другом в состязании с выбыванием, после чего два стрелка сразятся в поединке за золотую и серебряную медали. 

## Медали

### Медалисты

#### Мужские дисциплины
| Дисциплины                       | Золото                     | Серебро                       | Бронза                   |
| -------------------------------- | -------------------------- | ----------------------------- | ------------------------ |
| Винтовка из трёх положений, 50 м | Лю Юйкунь Китай            | Сергей Кулиш Украина          | Свапнил Кусале Индия     |
| Пневматическая винтовка, 10 м    | Шэн Лихао Китай            | Виктор Линдгрен Швеция        | Миран Маричич Хорватия   |
| Пневматический пистолет, 10 м    | Се Юй Китай                | Федерико Нило Мальдини Италия | Паоло Монна Италия       |
| Скорострельный пистолет, 25 м    | Ли Юэхун Китай             | Чхо Ён Чэ Республика Корея    | Ван Синьцзе Китай        |
| Трап                             | Натан Хейлс Великобритания | Ци Ин Китай                   | Жан-Пьер Броль Гватемала |
| Скит                             | Винсент Хэнкок США         | Коннер Принс США              | Ли Мэн-юань Тайвань      |

#### Женские дисциплины
| Дисциплины                       | Золото                        | Серебро                     | Бронза                 |
| -------------------------------- | ----------------------------- | --------------------------- | ---------------------- |
| Винтовка из трёх положений, 50 м | Кьяра Леоне Швейцария         | Саген Маддалена США         | Чжан Цюнюэ Китай       |
| Пневматическая винтовка, 10 м    | Пан Хё Чжин Республика Корея  | Хуан Юйтин Китай            | Одри Гонья Швейцария   |
| Пневматический пистолет, 10 м    | О Йе Чжин Республика Корея    | Ким Е Джи Республика Корея  | Ману Бхакер Индия      |
| Пистолет, 25 м                   | Ян Чи Ин Республика Корея     | Камиль Жеджеевски Франция   | Вероника Майор Венгрия |
| Трап                             | Адриана Руано Олива Гватемала | Сильвана Станко Италия      | Пенни Смит Австралия   |
| Скит                             | Франсиска Кроветто Чили       | Эмбер Раттер Великобритания | Остен Смит США         |

#### Смешанные команды (микст)
| Дисциплины                    | Золото                                    | Серебро                                     | Бронза                                    |
| ----------------------------- | ----------------------------------------- | ------------------------------------------- | ----------------------------------------- |
| Пневматическая винтовка, 10 м | Китай · Хуан Юйтин · Шэн Лихао            | Республика Корея · Кым Чи Хён · Пак Ха Чжун | Казахстан · Александра Ле · Ислам Сатпаев |
| Пневматический пистолет, 10 м | Сербия · Зорана Арунович · Дамир Микец    | Турция · Шеввал Илайда Тархан · Юсуф Дикеч  | Индия · Ману Бхакер · Сарабжот Сингх      |
| Скит                          | Италия · Диана Бакози · Габриэле Россетти | США · Остен Смит · Винсент Хэнкок           | Китай · Цзян Итин · Люй Цзяньлинь         |

### Общий зачёт
(Жирным выделено самое большое количество медалей в своей категории; принимающая страна также выделена)
| Общее количество медалей |                  |        |         |        |       |
| Место                    | Страна           | Золото | Серебро | Бронза | Всего |
| 1                        | Китай            | 5      | 2       | 3      | 10    |
| 2                        | Республика Корея | 3      | 3       | 0      | 6     |
| 3                        | США              | 1      | 3       | 1      | 5     |
| 4                        | Италия           | 1      | 2       | 1      | 4     |
| 5                        | Великобритания   | 1      | 1       | 0      | 2     |
| 6                        | Гватемала        | 1      | 0       | 1      | 2     |
| 6                        | Швейцария        | 1      | 0       | 1      | 2     |
| 8                        | Сербия           | 1      | 0       | 0      | 1     |
| 8                        | Чили             | 1      | 0       | 0      | 1     |
| 10                       | Швеция           | 0      | 1       | 0      | 1     |
| 10                       | Турция           | 0      | 1       | 0      | 1     |
| 10                       | Украина          | 0      | 1       | 0      | 1     |
| 10                       | Франция          | 0      | 1       | 0      | 1     |
| 14                       | Индия            | 0      | 0       | 3      | 3     |
| 15                       | Казахстан        | 0      | 0       | 1      | 1     |
| 15                       | Хорватия         | 0      | 0       | 1      | 1     |
| 15                       | Австралия        | 0      | 0       | 1      | 1     |
| 15                       | Венгрия          | 0      | 0       | 1      | 1     |
| 15                       | Тайвань          | 0      | 0       | 1      | 1     |
| Всего                    | Всего            | 15     | 15      | 15     | 45    |

## Квалификация
Основное количество квотных мест было распределено по результатам мировых и континентальных чемпионатов, проведенных в период с 24 августа 2022 года по 27 мая 2024 года.  После этого ISSF проверил мировой рейтинг в каждом из видов индивидуальной стрельбы. Стрелок с самым высоким рейтингом, который не прошел квалификацию ни на одном соревновании и чей НОК не получил квоту в соответствующей дисциплине, получил прямую олимпийскую квоту.  Как и на предыдущих Играх, принимающей стране Франции гарантировано двенадцать квотных мест, по одному в каждом из индивидуальных соревнований. Всего было распределено 340 квотных мест с равным соотношением между мужчинами и женщинами.

## Расписание
|  | Квалификация |  | Финал |

| ДатаСоревнование                              | Суб 27 | Суб 27 | Вос 28 | Вос 28 | Пон 29 | Пон 29 | Вто 30 | Вто 30 | Сре 31 | Сре 31 | Чет 1 | Чет 1 | Пят 2 | Пят 2 | Суб 3 | Суб 3 | Вос 4 | Вос 4 | Пон 5 | Пон 5 |
| --------------------------------------------- | ------ | ------ | ------ | ------ | ------ | ------ | ------ | ------ | ------ | ------ | ----- | ----- | ----- | ----- | ----- | ----- | ----- | ----- | ----- | ----- |
| Винтовка                                      |        |        |        |        |        |        |        |        |        |        |       |       |       |       |       |       |       |       |       |       |
| Мужчины пневматическая винтовка, 10 метров    |        |        | К      |        | Ф      |        |        |        |        |        |       |       |       |       |       |       |       |       |       |       |
| Мужчины винтовка из трёх положений, 50 метров |        |        |        |        |        |        |        |        | К      |        | Ф     |       |       |       |       |       |       |       |       |       |
| Женщины пневматическая винтовка, 10 метров    |        |        | К      |        | Ф      |        |        |        |        |        |       |       |       |       |       |       |       |       |       |       |
| Женщины винтовка из трёх положений, 50 метров |        |        |        |        |        |        |        |        |        |        |       | К     |       | Ф     |       |       |       |       |       |       |
| Микст пневматическая винтовка, 10 метров      | К      | Ф      |        |        |        |        |        |        |        |        |       |       |       |       |       |       |       |       |       |       |
| Пистолет                                      |        |        |        |        |        |        |        |        |        |        |       |       |       |       |       |       |       |       |       |       |
| Мужчины пневматический пистолет, 10 метров    | К      |        |        | Ф      |        |        |        |        |        |        |       |       |       |       |       |       |       |       |       |       |
| Мужчины скорострельный пистолет, 25 метров    |        |        |        |        |        |        |        |        |        |        |       |       |       |       |       |       | К     |       |       | Ф     |
| Женщины пневматический пистолет, 10 метров    | К      |        |        | Ф      |        |        |        |        |        |        |       |       |       |       |       |       |       |       |       |       |
| Женщины пистолет, 25 метров                   |        |        |        |        |        |        |        |        |        |        |       |       | К     |       |       | Ф     |       |       |       |       |
| Микст пневматический пистолет, 10 метров      |        |        |        |        | К      |        |        | Ф      |        |        |       |       |       |       |       |       |       |       |       |       |
| Стендовые дисциплины                          |        |        |        |        |        |        |        |        |        |        |       |       |       |       |       |       |       |       |       |       |
| Мужчины трап                                  |        |        |        |        | К      | К      | К      | Ф      |        |        |       |       |       |       |       |       |       |       |       |       |
| Мужчины скит                                  |        |        |        |        |        |        |        |        |        |        |       |       | К     | К     | К     | Ф     |       |       |       |       |
| Женщины трап                                  |        |        |        |        |        |        | К      | К      | К      | Ф      |       |       |       |       |       |       |       |       |       |       |
| Женщины скит                                  |        |        |        |        |        |        |        |        |        |        |       |       |       |       | К     | К     | К     | Ф     |       |       |
| Микст скит                                    |        |        |        |        |        |        |        |        |        |        |       |       |       |       |       |       |       |       | К     | Ф     |